# Levski (Pleven)
Levski (búlgaro: Левски) é uma cidade da Bulgária, localizada no distrito de Pleven. A sua população era de 10,571 habitantes segundo o censo de 2010.

## População
| Levski | Levski | Levski | Levski | Levski | Levski | Levski | Levski | Levski | Levski | Levski | Levski | Levski | Levski | Levski | Levski | Levski | Levski | Levski | Levski |
| --- | ------ | ------ | ------ | ------ | ------ | ------ | ------ | ------ | ------ | ------ | ------ | ------ | ------ | ------ | ------ | ------ | ------ | ------ | ------ |
| Ano | 1887   | 1910   | 1934   | 1946   | 1956   | 1965   | 1975   | 1985   | 1992   | 2001   | 2002   | 2003   | 2004   | 2005   | 2006   | 2007   | 2008   | 2009   | 2010   |
| População |        |        |        | 5,122  | 8,025  | 11,964 | 13,406 | 13,463 | 13,178 | 12,198 | 12,166 | 11,928 | 11,682 | 11,378 | 11,105 | 10,956 | 10,786 | 10,684 | 10,571 |
| Fontes: Instituto Nacional de Estatísticas, „citypopulation.de“, „pop-stat.mashke.org“, Bulgarian Academy of Sciences |        |        |        |        |        |        |        |        |        |        |        |        |        |        |        |        |        |        |        |